# Route nationale 16 (Roumanie)
Pour les articles homonymes, voir Route nationale 16.
La DN16 (en roumain : Drumul Național 16) est une route nationale roumaine, reliant la DN1C à hauteur de la commune d'Apahida, dans le județ de Cluj, à son extrémité ouest, jusqu'à la commune de Reghin, dans le județ de Mureș, à son extrémité est.